# 三級市場
三級市場（英語：Third Market）是指在場外買賣在交易所（場內）上市的證券。
在三級市場中，金融機構為機構投資者提供報價，允許參與者繞過交易所進行買賣，為大手買賣（block trade）提供流動性，同時避免對上市證券的價格產生大幅影響。